# 佩圖什基
55°56′N 39°28′E / 55.933°N 39.467°E
佩圖什基（俄语：Петушки́）是俄羅斯弗拉基米爾州西南部的一個城市、佩圖什基區行政中心，位於克利亞濟馬河畔，距弗拉基米爾西南67公里。2002年人口16,482人。
1965年設市。